# Bojić
Bojić (em cirílico: Бојић) é uma vila da Sérvia localizada no município de Šabac, pertencente ao distrito de Mačva, na região de Mačva. A sua população era de 340 habitantes segundo o censo de 2011.

## Demografia
| 1948 | 1953 | 1961 | 1971 | 1981 | 1991 | 2002 | 2011 |
| ---- | ---- | ---- | ---- | ---- | ---- | ---- | ---- |
| 613  | 644  | 582  | 487  | 461  | 411  | 382  | 340  |